# フェルナンド・サン・エメテリオ
フェルナンド・サン・エメテリオ・ララ（Fernando San Emeterio Lara、1984年1月1日 - ）は、スペイン・カンタブリア州サンタンデール出身の元バスケットボール選手。バスケットボール指導者。ポジションはスモールフォワード(SF)。身長199cm、体重105kg。

## 経歴

### クラブ
2001-02シーズンにCBバリャドリッドからリーガACBデビューした。2006年にはCBジローナに移籍し、そのシーズンにはFIBAユーロカップで優勝した。2008年にはサスキ・バスコニアに移籍し、そのシーズンにはスーペルコパ・デ・エスパーニャとコパ・デル・レイで優勝した。2009-10シーズンにはリーガACBでも優勝した。2010-11シーズンにはユーロリーグのファーストチームに選出され、同シーズンにはリーガACBの年間最優秀選手にも選出された。2015年にはバレンシアBCに移籍した。2016-17シーズンにはユーロカップでセカンドチームに選出された。

### 代表
2005年にスペインのアルメリアで開催された地中海競技大会では銅メダルを獲得した。2010年にはトルコで開催されたバスケットボール世界選手権に出場したが、チームはベスト8に終わった。2011年にはリトアニアで開催されたユーロバスケットで金メダルを獲得した。2012年にはイギリスのロンドンで開催されたロンドン五輪で銀メダルを獲得した。2013年にはスロベニアで開催されたユーロバスケットで銅メダルを獲得した。2015年にはフランスで開催されたユーロバスケットで金メダルを獲得した。2017年にはトルコで開催されたユーロバスケットで銅メダルを獲得した。

## タイトル

### クラブ
- FIBAユーロカップ: 2006–07
- コパ・デル・レイ: 2009
- スーペルコパ・デ・エスパーニャ: 2008
- リーガACB: 2009–10, 2016–17

### 個人
- ユーロリーグファーストチーム: 2010–11
- リーガACBファーストチーム: 2010-11
- リーガACB年間最優秀選手: 2010-11
- ユーロカップセカンドチーム: 2016–17

### 代表
- 2005年地中海競技大会: 銅メダル
- 2011年ユーロバスケット: 金メダル
- ロンドン五輪: 銀メダル
- 2013年ユーロバスケット: 銅メダル
- 2015年ユーロバスケット: 金メダル
- 2017年ユーロバスケット: 銅メダル